# 恩斯特二世 (霍恩洛厄-朗根堡)
恩斯特二世（德語：Ernst II.，1863年9月13日—1950年12月11日），末代霍恩洛厄-朗根堡親王，1913年至1918年在位。

## 家庭
1896年，恩斯特與薩克森-科堡-哥達公爵阿爾弗雷德的女兒亞歷山德拉結婚，兩人共有1子3女：
1. 戈特弗里德（1897年—1960年）
2. 瑪麗·梅麗塔（英语：Princess Marie Melita of Hohenlohe-Langenburg）（1899年—1967年）
3. 亞歷山德拉（1901年—1963年）
4. 伊爾瑪（1902年—1986年）